# IDC-stik
Et IDC-stik (IDC er forkortelse for insulation-displacement-connector) er et elektrisk stik med klemmeforbindelser designet til at blive forbundet til et kabels isolerede ledninger via en forbindelsesproces som presser bestemte skarpe metalknive gennem ledningsisolationen, hvilket overflødiggør afisolering før påmontering af stik. Når stikforbindelsen laves korrekt, vil kniven koldsvejse sig til lederen i ledningen, hvilket vil udgøre en pålidelig gastæt elektrisk forbindelse.
Moderne IDC teknologi udviklet efter og influeret af forskning på wire-wrap og crimp-stik teknologi blev først udviklet af Western Electric, Bell Telephone Labs og andre. 
Selvom IDC-stik oprindeligt kun var blevet designet til en (stiv) massiv leder, blev IDC-teknologi senere udvidet til også at fungere med kordelte ledere.
Sådanne stik bruges typisk ved lavstrømsanvendelser såsom telecom, computernetværk og signalforbindelser mellem dele i et elektronisk system eller computersystem.

## Krone LSA-PLUS
Der findes et klemmeforbindelsessystem ved navn Krone LSA-PLUS, som anvendes indenfor telekommunikation.